# Shego (banda)
Shego es una banda musical española de indie rock formada en 2020. Sus componentes son: Maite Gallardo (voz y guitarra), Raquel Cerro (voz y guitarra), Charlotte Augusteijn (bajo). El nombre del grupo, Shego, rinde homenaje a la carismática villana de la serie de animación Kim Possible.

## Historia
Shego nació como proyecto musical en Madrid, durante el confinamiento por la pandemia de COVID19, por iniciativa de Maite Gallardo (guitarra y voz, y letrista principal) y Raquel Cerro (guitarra y voz), a las que se unieron Irene Garrido (bajo) y Aroa Delgado (batería), una formación que, con el tiempo, iría cambiando. Estas cuatro amigas decidieron canalizar la incertidumbre del encierro en forma de arte, con un estilo propio mezclando elementos punk, pop y lo-fi.
Sus primeras actuaciones fueron también en Madrid, en espacios como el Café La Palma y el ciclo Sesión Vermú. Pronto llegaron sus primeras composiciones en formato digital. En abril de 2020 lanzaron su primer sencillo: ”Adiós”. A este primer lanzamiento le siguió en septiembre ”Fumas?”, un tema que vino acompañado de un videoclip casero y desenfadado reflejo de su estética DIY. Ese mismo mes publicaron ”Meperd0nas?”, otra canción digital que llegó también con su propio videoclip, esta vez con una realización más cuidada, dirigido por Superglú Films.
Gracias a unas demos enviadas al músico gallego Carlangas en julio de 2021 son fichadas por la discográfica gallega Ernie Records, con la que publicaron su primer trabajo en formato físico: un Ep en vinilo transparente bajo el título de ”Tantos Chicos Malos y Tan Poco Tiempo”. Este trabajo contenía tres canciones que se convertirían en fundamentales en su repertorio: ”Vicente Amor”, ”Oh Boi” y ”La Nueva Ola”. 
Shego continúa posteriormente presentando nuevos sencillos. ”La Kiero A Morir” (noviembre de 2021), un tema más íntimo y melódico que contrastaba con la energía punk de entregas anteriores; y ”Pablo” (febrero de 2022), una versión de los neoyorquinos Big Thief.
Ese mismo mes de febrero, el grupo graba un concierto especial para Radio 3, emitido en La 2 de Televisión Española el día 16, permitiendo a la banda llegar a un público aún más amplio y consolidando su presencia mediática. 
Paralelamente a su trabajo con Shego, la integrante Aroa Delgado inicia un proyecto personal bajo el nombre de Aroa Ay, explorando nuevas direcciones sonoras sin abandonar su implicación en la banda madre. 
En septiembre de 2022, Shego colabora con la cantante andaluza Zahara en una versión del tema “Merichane”, incluida en el disco de reversiones de esta última, titulado Reputa. En noviembre de 2022, publican un nuevo sencillo digital titulado “Lucky”. Es en este momento también cuando se produce un cambio en la formación: Irene Garrido deja el grupo, y su lugar al bajo es ocupado por Charlotte Augusteijn. 
En enero de 2023 Shego presenta "Qué voy a hacer" en colaboración con la pamplonesa Natalia Lacunza.
Al mes siguiente vio la luz el primer trabajo de larga duración de la banda madrileña, un disco editado nuevamente bajo el sello Ernie Records: Suerte, Chica. El Este Lp incluyó ocho canciones: “Siendo Mala”, “Sorry Ojitos”, “Estoy Cachonda”, “Me Lloro Toda”, “Steak Tar Tar” (con el artista Dummie), “Peggy Lee”, y las ya conocidas “Lucky” y “Qué Voy A Hacer”.
Gracias a este primer álbum, Shego recibió dos reconocimientos: en 2023 obtuvieron el premio MIN a Mejor Artista Emergente y en 2024 fueron galardonadas con el premio +Músicas a la Mejor Grabación Rock. 
En septiembre del mismo año, 2023, se lanzaron tres remixes digitales del tema “Steak Tar Tar”, con la reinterpretación de artistas tan dispares como LVL1, Perarnau IV & Zahara y Samantha Hudson. 
En otoño de 2024 se comienzan a publicar adelantos de su segundo LP: “La Fiesta”, “ArghHhh!” y “Aunque Duela”. Este nuevo período marca también una transición dentro del grupo, que a partir de este proyecto funciona como trío tras la marcha de Aroa. En esta nueva etapa cuentan con la colaboración de la baterista Asha Lorenz, integrante de la banda británica Sorry.
En noviembre el grupo participa en un proyecto especial: graban una versión del tema “¡Viva!” de la banda madrileña Los Punsetes, para el doble LP de homenaje titulado Que Le Den Por Culo A Tus Amigos, editado por la discográfica independiente Sonido Muchacho.
En enero de 2025 la banda lanza “Curso Avanzado De Perra”, el cuarto y último adelanto de su inminente segundo álbum, No Lo Volveré A Hacer que se publica en febrero por parte de las discográficas independientes Ernie Records y Altafonte. El disco incluye, además de las cuatro canciones que sirvieron de adelanto, temas como: ”Un Secreto”, ”Mantra”, ”Manifesting”, ”No Quiero”, ”Algunos Lunes”, ”Backstage”, ”Te Mataré”, ”(Es Posible)” y ”Que Muera El Amor”. Grabado durante 2024 en los estudios La Mina, en Sevilla, el disco fue autoproducido por Shego junto a Raúl Pérez, con la destacada colaboración de Asha Lorenz, integrante de Sorry. A esto se suma la participación  de Elena Sabio (conocida como Vicente Calderón), quien compuso e interpretó las baterías del disco y participa tambiénen los directos del grupo.
En abril del mismo año, Shego sumó una nueva versión a su repertorio publicado con ”El Día No Me Da”, original de las cántabras Repion incluida en el LP de homenaje Entre Todas Lo Arreglamos, editado por Mushroom Pillow.

## Discografía

### Álbumes
- 2023: Suerte, chica (Ernie Records).
- 2025: No lo volveré a hacer (Ernie Records & Altafonte).

### EPs
- 2021: Tantos Chicos Malos y Tan Poco Tiempo (Ernie Records).

## Premios y candidaturas
- Premio MIN Mejor Artista Emergente 2023.
- Premio +Músicas Mejor Grabación de Rock 2024.[5]